# Sint-Pieterskerk (Lauw)
De Sint-Pieterskerk is een kerkgebouw in Lauw in de Belgische gemeente Tongeren-Borgloon in de provincie Limburg. De kerk ligt aan de Lauwstraat, de hoofdstraat door het dorp. Zo'n 50 meter zuidelijker ligt aan de andere kant van de straat het hoger gelegen ommuurde kerkhof.
Het neogotische gebouw bestaat uit een voorstaande westtoren met drie geledingen en een ingesnoerde naaldspits, een basilicaal driebeukig schip met drie traveeën, een transept met driezijdige sluiting van beide transeptarmen en een vijfzijdig gesloten koor met een rechte travee. De toren is voorzien van op elkaar gestelde steunberen en heeft een polygonale traptoren aan de zuidzijde. Aan de noordzijde van de toren ligt een achthoekige doopkapel en aan de zuidzijde bevindt zich een portaal. In de westgevel van de toren bevindt zich een spitsboogportaal met daarboven een roosvenster en verder bevinden er in iedere gevel spitsboogvormige galmgaten. De middenbeuk wordt gedekt door een zadeldak met leien en de beide zijbeuken met lessenaarsdaken. Het hele gebouw is opgetrokken in baksteen en afgewerkt met hardsteen en mergelsteen voor hoekblokken en decoratieve elementen. De verschillende gebouwdelen hebben alle steunberen die de traveeën markeren en hebben spitsboogvensters met maaswerk. Het middenschip heeft ook spitsboogvormige bovenlichten. Het koor is lager, heeft een zadeldak, wordt geflankeerd door sacristieën en aan de noordzijde bevindt zich een polygonale traptoren. De transeptarmen hebben baksteenfriezen onder de kroonlijsten. Tussen het middenschip en de beide zijbeuken bevindt zich een spitsboogarcade op bundelpijlers. Onder de lichtbeuk bevindt zich een triforium. De overwelving van het gebouw geschiedt door kruisribgewelven op colonnetten.
De kerk is de parochiekerk van het dorp en gewijd aan Sint-Pieter.

## Geschiedenis
Op de ruïnes van een Romeinse versterking werd de eerste dorpskerk van het dorp gebouwd. Dit was de plaats waar thans het kerkhof gelegen is.
Vermoedelijk in 1029 werd het koor gebouwd door een abt van de abdij Rolduc van Kerkrade. De oude kerk stond hoger dan de omgeving en was omgeven door versterkte muren met schietgaten en een poort.
In 1866-1871 werd de huidige dorpskerk zo'n vijftig meter noordoostelijker van waar de oude kerk stond. Dit gebeurde onder impuls van de toenmalige pastoor naar het ontwerp van Herman Jaminé.
In 1875 werd de oude kerk gesloopt. Het kerkhof is sedertdien ter plaatse gebleven.